# Turistická značená trasa 4294
 Turistická značená trasa 4294 je 16 km dlouhá zeleně značená trasa Klubu českých turistů v okrese Ústí nad Orlicí spojující Ústí nad Orlicí s Kozlovským kopcem. Její převažující směr je jižní.

## Průběh trasy
Turistická trasa má svůj počátek u autobusového nádraží v Ústí nad Orlicí, kde přímo navazuje na stejně značenou trasu 4232 ze Žamberka a odkud vychází velké množství dalších tras:
- Červeně značená turistická značená trasa 0419 do Letohradu
- Červeně značená turistická značená trasa 0455 do Chocně
- Modře značená turistická značená trasa 1907 do České Třebové přes Lanšperk
- Modře značená turistická značená trasa 1908 do Řetové
- Modře značená turistická značená trasa 1910 do Brandýsa nad Orlicí přes Říčky
- Modře značená turistická značená trasa 1911 do Brandýsa nad Orlicí přes Sudislav nad Orlicí
- Žlutě značená turistická značená trasa 7300 ze Žamberka na Andrlův chlum
- Žlutě značená turistická značená trasa 7328 do České Třebové přes Knapovec

Trasa je nejprve vedena jihozápadním směrem městskými ulicemi v souběhu s trasami 0455 a 1911 do místní části Mendrik. Odsud již samostatně stoupá severovýchodním úbočím Andrlova chlumu podél zdejší křížové cesty. V jejím horním zakončení se nachází rozcestí se zde výchozí žlutě značenou Poustevníkovou stezkou vedoucí k nedaleké Poustevníkově studánce. Trasa stoupá dále lesními pěšinami na vrchol Andrlova chlumu v závěru v souběhu se žlutě značenou trasou 7300, která na něm končí. Trasa 4294 provádí prudký obrat k jihovýchodu a po lesních cestách tvoří hřebenovou cestu Řetovského hřbetu. V sedle pod Andrlovým chlumem kříží modře značenou trasu 1908. Na vrcholu Kozlovce se nachází rozcestí se zde výchozí žlutě značenou trasou 7366 do Řetové. Z lesního masívu vystupuje trasa nad Dlouhou Třebovou, kde se nachází rozcestí se zde výchozí žlutě značenou trasou 7349 do Skuhrova. Trasa 4294 se zde stáčí na jihozápad a opět přes les pokračuje do Přívratu, po asfaltové komunikaci prochází jeho okrajem a poté po silnici stoupá k rozcestí se zde výchozí žlutě značenou trasou 7331 do Sloupnice. Za ním trasa přechází silnici II/358 a po lesní cestě stoupá na Zhořský vršek. Na něm se kříží se žlutě značenou trasou 7329 z České Třebové do Svitav a o něco dále se zeleně značenou trasou 4292 z Lanškrouna do Litomyšle. Trasa 4294 pokračuje dále po asfaltové komunikaci k jihovýchodu nejprve lesem a poté loukou na okraj Kozlova, kde vstupuje do krátkého souběhu s modře značenou trasou 1906 z České Třebové do Semanína a opět žlutě značenou trasou 7329. Pod Kozlovským kopcem trasa na rozdíl od obou ostatních končí na rozcestí s červeně značenou Jiráskovou cestou.

## Turistické zajímavosti na trase
- Sbor jednoty bratrské v Ústí nad Orlicí
- Kostel Nanebevzetí Panny Marie v Ústí nad Orlicí
- Křížová cesta v úbočí Andrlova chlumu
- Pomník padlým členům KČT ve 2. světové válce na Andrlově chlumu
- Andrlův chlum s rozhlednou a turistickou chatou
- Památný buk a lípa srdčitá na Kozlovském kopci
- Kozlovský kopec s rozhlednou a turistickou chatou